# Người Venezuela
Người Venezuela (tiếng Tây Ban Nha: venezolanos) là những công dân được xác định với đất nước Venezuela. Sự kết nối này có thể thông qua quốc tịch, nguồn gốc hoặc văn hóa. Đối với hầu hết người dân Venezuela, nhiều hoặc tất cả các kết nối này tồn tại và là nguồn gốc của quyền công dân Venezuela hoặc mối ràng buộc của họ với Venezuela.
Venezuela là một quốc gia đa dạng và đa ngôn ngữ, là nơi sinh sống của một nhóm người có nguồn gốc khác biệt, do đó, nhiều người Venezuela không coi quốc tịch của họ là dân tộc, mà coi trọng quốc tịch hoặc trung thành. Venezuela là Argentina và Brasil, tiếp nhận hầu hết người nhập cư, trong suốt những năm 1820 đến 1930, Venezuela đã đón nhận một làn sóng lớn 2,1 triệu người nhập cư châu Âu, là quốc gia thứ ba ở Mỹ Latinh tiếp nhận người châu Âu, sau Argentina và chính Brasil.